# Zdzisław Tobiasz
Zdzisław Tobiasz est un acteur et metteur en scène polonais de théâtre, de télévision, de radio et de cinéma né le 13 mai 1926 à Miedze, mort le 17 octobre 2022 à Konstancin-Jeziorna.
Il a prête sa voix au personnage de Soames Forsyte dans la version polonaise de la série de la BBC Two La Dynastie des Forsyte, un rôle qui entre dans l'histoire du doublage polonais comme la plus grande réussite dans ce domaine cinématographique. Il se fait connaître par son rôle du commandant Wolczyk dans la série policière 07 zgłoś sie.

## Biographie
Après la Seconde Guerre mondiale, il s'installe à Łódź. En 1947, il passe son examen de fin d'études secondaires. Lorsqu'il lit dans un journal qu'il est possible de s'inscrire dans une école de théâtre, il passe rapidement les examens et est admis à l'École nationale de cinéma de Łódź, dans le département d'art dramatique. Il étudie également avec Leon Schiller, après quoi il déménage à Varsovie avec d'autres élèves de l'école. En 1949, il fait ses débuts sur scène au théâtre Placówka de Varsovie, une succursale du Teatr Wojska Polskiego (pl) de Łódź, dans le rôle d'Antonelo dans Le Chien du jardinier (en polonais : Pies ogrodnika) de Lope de Vega. En 1951, il est diplômé du département d'art dramatique de l'Académie de théâtre Alexandre-Zelwerowicz.
De 1950 à 1951, il se produit au théâtre Współczesny de Szczecinie (pl), où il réalise cinq mises en scène de 1960 à 1961. En 1951, il obtient un contrat au théâtre Ateneum de Varsovie, auquel il est affilié de 1951 à 1957 et de 1961 à 1991. Il est également acteur au théâtre Stefan Jaracz d'Olsztyn (pl) de 1957 à 1958 et au théâtre Juliusz Osterwa d'Olsztyn de 1958 à 1960.
Il est professeur à l'Académie de théâtre Alexandre-Zelwerowicz de Varsovie de 1951 à 1955 et à l'École nationale de cinéma de Łódź de 1975 à 1995.

### Mort
Il meurt à l'âge de 96 ans au Maison des vétérans des scènes polonaises (pl) de Konstancin-Jeziorna. Le 21 octobre 2022, une messe d'adieu est organisée à l'Église Saint-Frère-Albert-et-Saint-André-Apôtre de Varsovie sur la place du Théâtre à Varsovie. Le lendemain, il est enterré dans une tombe familiale au cimetière paroissial de Rossoszyca, dans la commune de Warta, près de Sieradz,,.

## Récompenses et distinctions
Le 19 janvier 1955, il reçoit Médaille du 10e anniversaire de la république populaire de Pologne.
En 1991, il a reçoit le Microphone d'or de la radio polonaise.